# Andrew Vollmer
Andrés Vollmer (Condado de Orange, California, 5 de septiembre de 2020) es un ciclista de ruta estadounidense.

## Biografía
Originario Trabuco Canyon, una pequeña comunidad sin incorporar en la Sierra de Santa Ana del condado de Orange de California, Andrew Vollmer comenzó a dedicarse al ciclismo a los diez años. A los doce años participó en sus primeras carreras en bicicleta de montaña.
En 2017, consiguió el segundo puesto en el campeonato de contrarreloj juvenil de Estados Unidos (sub-19). En 2018 volvió a quedar segundo en su campeonato nacional. También ganó la Ronde des vallées a nivel internacional, y finalizó segundo en el Tour Junior de Irlanda, y quinto en los Driedaagse van Axel (en neerlandés: Tres días de Axel) y el Tour de DMZ . En septiembre representó a los Estados Unidos en el campeonato mundial, donde ocupó el puesto 43 en la carrera de ruta juvenil.
En 2019 jugó con el equipo continental estadounidense Aevolo, que entrena a corredores prometedores (menores de 23 años). Luego decidió fichar por el CC Étupes para la temporada 2020. La pandemia de Covid-19, sin embargo, le impedirá competir en ninguna carrera en Europa. Al año siguiente, obtuvo la licencia en Bourg-en-Bresse Ain Cyclisme, otro club amateur francés. Buen escalador, finalizó decimosexto en el Tour de Saboya Mont-Blanc.
En 2022 corre en España con la estructura Arabay, con sede en las Islas Baleares. Para su debut en la península ibérica se distinguió por obtener tres victorias y varios lugares de honor. En particular, ganó la Vuelta a Navarra, carrera por etapas de renombre en el calendario nacional. Tras sus actuaciones, se incorporó al equipo continental Electro Hiper Europa en 2023. Comienza su temporada en enero durante las pruebas del Challenge de Mallorca .

## Lista de premios y resultados

### Lista de premios por año
- 2017
  - 3 en el Campeonato de Estados Unidos contrarreloj juvenil
- 2018
  - Ronda de los valles
  - 2 en la carrera por etapas del Valle del Sol juniors
  - 2 en el Tour Junior de Irlanda
  - 3 en el Campeonato de Estados Unidos contrarreloj juvenil
- 2021
  - 3 en el Premio de Saint-Amour
- 2022
  - Memorial Santisteban
  - Vuelta a Navarra
  - Memorial Agustín Sagasti
  - 2 en la Ronda del Maestrazgo
  - 3 del Memorial José María Anza